# Shakira

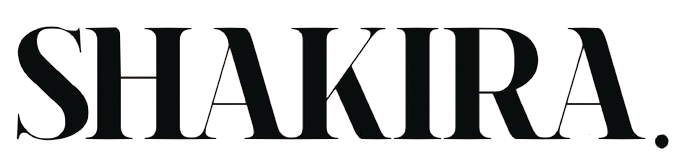
Logotyp

Shakira Isabel Mebarak Ripoll (ur. 2 lutego 1977 w Barranquilli) – kolumbijska piosenkarka, autorka tekstów, tancerka, producentka muzyczna, businesswoman, filantropka, aktorka i modelka. Ambasadorka dobrej woli UNICEF.
Laureatka dwóch nagród Grammy, siedmiu nagród Latin Grammy Awards i dwunastu Billboard Latin Music Awards. Dwukrotnie nominowana do nagrody Złotego Globu. Najlepiej zarabiająca kolumbijska artystka wszech czasów. Sprzedawszy ponad 80 milionów albumów (stworzonych we współpracy z wytwórnią Sony Music), pozostaje drugą, po Glorii Estefan, najpopularniejszą piosenkarką latynoską. W samych Stanach Zjednoczonych sprzedała 9,6 mln egzemplarzy swoich płyt. Jedyna artystka pochodząca z Ameryki Południowej, która zajęła wysokie miejsca na listach przebojów: amerykańskiej Billboard Hot 100, australijskiej liście ARIA oraz brytyjskiej liście najlepiej sprzedających się singli.
Założycielka i wieloletnia działaczka Fundacji „Bose Stopy” (hiszp. Fundación Pies Descalzos), organizacji charytatywnej działającej na rzecz biednych i potrzebujących dzieci przesiedleńców z powodu wojny domowej w Kolumbii. Nazwa fundacji wywodzi się od tytułu płyty Shakiry z  1995. Fundacja pomaga ponad 3 tys. dzieci w trzech miastach Kolumbii.

## Życiorys

### Wczesne lata
Urodziła się w 1977 w Barranquilli. Jej dziadkowie od strony ojca wyemigrowali z Libanu do Nowego Jorku, gdzie urodził się jej ojciec, który w wieku pięciu lat razem z nimi wyemigrował do Kolumbii. Jej imię pochodzi z języka arabskiego (شاكِرة), tłumaczone na język polski oznacza kobietę pełną łaski, jak i wdzięczną (mająca serdeczne uczucia dla swego dobroczyńcy). Jej kuzynką jest Valerie Domínguez, modelka i Miss Kolumbii 2005.
W wieku ośmiu lat napisała swoją pierwszą piosenkę, „Tus gafas oscuras”. Od tego czasu pisała i komponowała kolejne utwory muzyczne. W wieku 10 lat wstąpiła do chóru kościelnego, z którego została wydalona ze względu na swój zbyt mocny głos. W tym okresie zaczęła występować w programach dla młodszej publiczności. We wczesnych latach 90. zadebiutowała na scenie muzycznej Ameryki Łacińskiej. W szkole rozwinęła talent taneczny i wokalny. Jej językiem ojczystym jest hiszpański, mówi też płynnie po angielsku, portugalsku i włosku.

### Kariera
Dzięki znajomości z Cio Vargaza (pracownikiem Sony Music Colombia, który zorganizował jej koncert w Bogocie) podpisała kontrakt z wytwórnią Sony. W 1991 ukazał się na rynku jej pierwszy album studyjny pt. Magia, a dwa lata później – płyta pt. Peligro. Oba wydawnictwa rozeszły się w ok. 1 tys. egzemplarzy. Shakira w tym okresie zadebiutowała w kolumbijskiej telenoweli El Oasis, w której grała główną rolę Luisy Marii.
W 1995 wydała album pt. Pies Descalzos, który przyniósł jej rozgłos w Hiszpanii i Ameryce Środkowej. Płytę promowała singlem „Estoy aqui”. W 1998 przeprowadziła się do Miami i wydała album pt. ¿Dónde están los ladrones?, który promowała singlami: „Ciega sordomuda” i „Ojos asi”. W 1999 nagrała koncert MTV Unplugged, za który otrzymała nagrodę Grammy.
W 2001 wydała – pierwszy w karierze – anglojęzyczny album pt. Laundry Service, dzięki któremu osiągnęła sukces komercyjny (rozszedł się w nakładzie 13 mln egzemplarzy) i międzynarodową popularność, m.in. w Stanach Zjednoczonych i Europie. Płytę promowała singlami: „Whenever, Wherever”, „Underneath Your Clothes” i „Objection (Tango)”, które stały się ogólnoświatowymi przebojami. W sierpniu 2003 z Timem Mitchellem napisała piosenkę „Come Down Love”, który wykorzystano w filmie Włoska robota, ale nie znalazł się na oficjalnej ścieżce dźwiękowej. W 2005 wydała dwa albumy: Fijación Oral Vol. 1 (promowany przebojem „La Tortura”) i Oral Fixation Vol. 2 (z hitem „Hips Don’t Lie”), które również osiągnęły sukces komercyjny. 

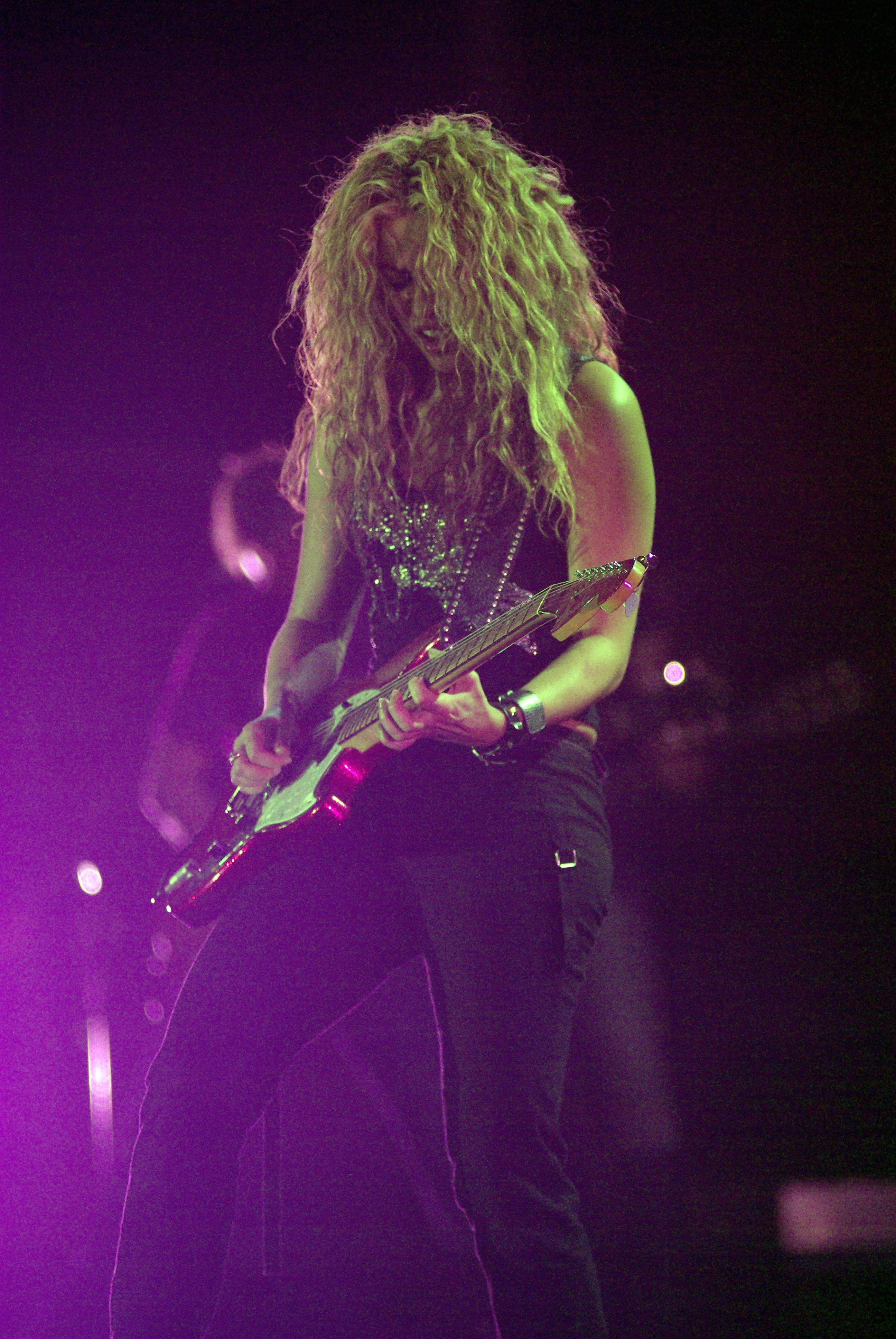
Shakira na festiwalu Rock in Rio w Brazylii (2006)

W 2006 nagrała utwór „Te lo agradezco, pero no” w duecie z Alejandro Sanzem i piosenkę „Si tú no vuelves” z Miguelem Bosé na potrzeby albumu Miguela Papito poświęconemu trzydziestoleciu jego kariery. W 2007 nagrała z Beyoncé utwór „Beautiful Liar”, wydany jako drugi singiel z płyty Knowles pt. B’Day. W kwietniu piosenka pobiła rekord notowania Billboard Hot 100, przeskakując z 93. na trzecie miejsce listy. Utwór zapewnił duetowi nominację do nagród Grammy dla najlepszej współpracy artystów pop. Również w 2007 zaśpiewała gościnnie w utworze Annie Lennox „Sing” z albumu Songs of Mass Destruction orazskomponowała i zaśpiewała utwór „King and Queen” z Wyclefem Jeanem na jego płytę pt. Carnival Vol. II: Memoirs of an Immigrant. Poza tym w 2007 premierę miał film Miłość w czasach zarazy (2007), do którego napisała teksty i współtworzyła muzykę dwóch piosenek – „Hay Amores” i „Despedida”; do stworzenia utworów miał namówić ją kolumbijski pisarz Gabriel García Márquez, autor zekranizowanej książki. W filmie wykorzystano również piosenkę „Pienso en ti” z albumu Shakiry pt. Pies descalzos. Za utwór „Despedida” była nominowana do Złotego Globu za najlepszą oryginalną piosenkę.
18 stycznia 2009 wystąpiła na gali Lincoln Memorial „We Are One” dla uczczenia zaprzysiężenia prezydencji Baracka Obamy. W tym samym roku wspólnie z Usherem i Steviem Wonderem wykonała utwór „Higher Ground”. Również w 2009 premierę miał album Mercedes Sosy pt. Cantora 1 zawierający utwór „La maza” nagrany przez obie artystki. W październiku 2009 Shakira wydała album pt. She Wolf, który promowała tytułowym singlem. W 2010 nagrała utwór „Waka Waka (This Time for Africa)” będący oficjalną piosenką Mistrzostw Świata w Piłce Nożnej w RPA. Singiel spotkał się z gorącym przyjęciem (angielska wersja piosenki zajmuje trzecie miejsce wśród najczęściej oglądanych teledysków w serwisie YouTube) i został najlepiej sprzedającym się singlem promującym MŚ w Piłce Nożnej. 11 lipca 2010 poprowadziła oficjalną ceremonię zakończenia mistrzostw. W sierpniu tego samego roku nagrała piosenkę „Todos juntos” z bohaterką kreskówki dla dzieci Dora poznaje świat; utwór znalazł się na albumie pt. We Did It! Dora’s Greatest Hits (2010) i pojawił się w odcinku serialu pt. „Dora’s Explorer Girls”. Pod koniec roku Shakira została reprezentantką świątecznej akcji producenta katalońskiego wina Cava i wystąpiła w telewizyjnych spotach reklamowych firmy. Honorarium za występ w reklamach, tj. kwotę 500 tys. euro, przeznaczyła na budowę dwóch szkół w ramach swojej fundacji „Pies Descalzos”. Współpraca z firmą zaowocowała również nakręceniem promocyjnego video dla fundacji, którego realizacji podjął się przyjaciel i współpracownik Shakiry, Jaume Delaiguana.
8 kwietnia 2011 wydała singiel „Rabiosa”, który nagrała z amerykańskim raperem Pitbullem w dwóch wersjach językowych: angielskiej i hiszpańskiej. Piosenka otrzymała pozytywne recenzje od większości krytyków muzycznych. 17 maja tego samego roku zagrała swój pierwszy koncert w Polsce, występując w Atlas Arenie w Łodzi. 8 listopada 2011 odsłoniła swoją gwiazdę w Hollywood Walk of Fame. W czerwcu 2012 ponownie pojawiła się w Polsce, tym razem w związku z meczami reprezentacji Hiszpanii na UEFA Euro 2012. W styczniu 2014 wydała album, zatytułowany po prostu Shakira, który promowała teledyskami do singli: „Can’t Remember to Forget You” (duet z Rihanną), „Empire” i „Dare (La La La)”. W wideoklipie do drugiej piosenki, w której zmodyfikowano tekst na potrzeby mundialu odbywającego się w Brazylii, wystąpili również piłkarze, m.in. ówczesny partner życiowy Gerard Piqué.
11 stycznia 2023 roku ukazał się singiel „Shakira: Bzrp Music Sessions, Vol. 53”, który powstał we współpracy z argentyńskim DJ-em Bizarrapem. Utwór pobił 14 rekordów Guinnessa, trafił na szczyty wielu list przebojów, a także zdobył nagrodę Latin Grammy.

### Życie prywatne
W 2000 rozpoczęła trwający ponad 10 lat nieformalny związek z Antoniem de la Ruą, synem argentyńskiego prezydenta. W jednym z wywiadów w 2009 określiła ten związek jako „małżeństwo”, lecz dodała, że „nie potrzebują do tego żadnych papierów”, tym samym ucinając spekulacje na temat jej przyszłego małżeństwa. 10 stycznia 2011 poinformowała o rozstaniu z de la Ruą, tłumacząc to podjęciem „wspólnej decyzji na odejście od ich romantycznych relacji na czas nieokreślony”. Mimo rozejścia się pary de la Rua dalej pełnił rolę partnera Shakiry w sprawach biznesowych.
W latach 2010–2022 była związana z młodszym o 10 lat środkowym obrońcą FC Barcelony, Gerardem Piqué. Mają dwóch synów: Milana (ur. 22 stycznia 2013) i Sashę (ur. 29 stycznia 2015). W czerwcu 2022 para się rozstała. 
Jest wyznania rzymskokatolickiego. Interesuje się historią świata i stara się zapoznać z historią i językiem kraju, który odwiedza. W trakcie występów w ramach Oral Fixation Tour na Wschodnim Wybrzeżu zabrała ze sobą profesora Uniwersytetu Kolumbii, by uczyć się historii obu Ameryk. W trakcie innej trasy towarzyszył jej nauczyciel języka włoskiego. W 2007 została studentką Historii Cywilizacji Zachodu na Uniwersytecie Kalifornijskim w Los Angeles. Chcąc uniknąć rozgłosu, studiowała pod swoim drugim imieniem i nazwiskiem Isabel Mebarak.

### Filantropia
W 1995 założyła fundację „Pies descalzos”, będącą charytatywną organizacją działającą w Kolumbii, która zapewnia dzieciom z ubogich rodzin dostęp do edukacji i buduje specjalnie przystosowane do tego celu placówki. Nazwa fundacji pochodzi od nazwy trzeciego albumu studyjnego piosenkarki, który w 1995 roku wydano pod tym samym tytułem.
W trakcie swojej kariery wystąpiła na licznych koncertach charytatywnych. W 2002 zaśpiewała na koncercie Party in the Park zorganizowanym przez Prince’s Trust (fundację z Wielkiej Brytanii, która wspomaga młodych ludzi) oraz wystąpiła na Divas Live wspierającym Save the Music Foundation telewizji VH1. Trzy lata później wystąpiła w Pałacu Wersalskim na koncercie Live 8. W lipcu 2007 otworzyła w Hamburgu niemiecką sekcję akcji Live Earth oraz wystąpiła na Clinton Global Initiative. 17 maja 2008, wraz z 20 artystami z Ameryki Łacińskiej i Hiszpanii, wystąpiła w Buenos Aires i Meksyku w celu zebrania pieniędzy na swoją akcję America Latina en Accion Solidaria (hiszp. Solidarnościowa akcja krajów Ameryki Łacińskiej).
Była przeciwna wprowadzeniu statutu SB1070 w Arizonie, powołanego w celu zapobieżenia nielegalnej imigracji. Mówiła, że kłóci się on z podstawowymi prawami człowieka.
Została ambasadorem dobrej woli UNICEF i reprezentantką tejże organizacji.
W kwietniu 2006 roku ONZ nagrodziła Shakirę za założenie fundacji Pies Descalzos. Rok później Shakira ujawniła podczas Clinton Global Initiative, że od hiszpańskiego rządu dostała 40 mln dol. na pomoc dla ofiar katastrof naturalnych, a kolejne 5 mln dol. na sfinansowanie edukacji i pomoc zdrowotną mieszkańcom czterech krajów Ameryki Łacińskiej. W 2007 fundacja ALAS zebrała 200 mln dol. od samych tylko filantropów – Carlosa Slima (najbogatszego obywatela Meksyku) i Howarda Buffeta (syna amerykańskiego inwestora, Warrena Buffeta). W grudniu tego samego roku Shakira odwiedziła Bangladesz, aby wesprzeć ofiary Cyklonu Sidr. Spędziła tam trzy dni, odwiedzając poszkodowanych, nadzorując stan szkół wybudowanych przez UNICEF, które dotknęła katastrofa i uczestnicząc w rozdawaniu paczek i ciepłej odzieży dla najbardziej potrzebujących. Jak sama stwierdziła, w wiosce Mirzapur z wybudowanych placówek niewiele pozostało, ale wciąż są one w stanie zapewnić dzieciom potrzebne schronienie.
W grudniu 2007 zarząd Uniwersytetu w Oksfordzie zaprosił piosenkarkę do wygłoszenia mowy na temat pracy z dziećmi i edukacji. Wybrana przez elitarne zgromadzenie Oxford Union, dołączyła do grona takich znakomitości jak Albert Einstein, Matka Teresa, czy Dalajlama XIV. Podczas mowy Shakira powiedziała: „Nasza misja niesienia pokoju na świecie objawiła się poprzez wysłanie 30 tys. nauczycieli do Afganistanu, a nie 30 tys. żołnierzy. W 2010 roku edukacja świata stała się ważniejsza od jego zdominowania przez siły zbrojne. Chciałabym, aby w taki właśnie sposób młodzi ludzie żyjący w 2060 roku postrzegali nasze czyny.”
W kwietniu 2008 była honorową rzeczniczką akcji „Action Week” sponsorowanej przez organizację Global Campaign for Education, podnoszącej świadomość potrzeby edukacji. Shakira przeprowadziła rozmowy m.in. z brytyjskim byłym premierem Gordonem Brownem i prezesem Banku Światowego Robertem Zoellickiem. Hiszpańskie wydanie magazynu „People” w styczniu 2009 roku ogłosiło Shakirę Filantropką Roku. Tytuł nadano jej podczas rozdania nagród „Las Estrellas del Año”. Magazyn OK! umieścił piosenkarkę na 48. miejscu na liście 50 najhojniejszych celebrytów, a także doniósł, że Shakira każdego roku przeznacza na charytatywne cele ok. 55 tys. dol. Z okazji swoich 32. urodzin dokonała oficjalnego otwarcia szkoły w Barranquilli. Budowę placówki sfinansowała sama, wydając na ten cel 6 mln dol.
W lutym 2010 jej fundacja Pies Descalzos otrzymała oficjalną zgodę na edukowanie dzieci poprzez sport. W kwietniu 2011 Shakira przyleciała do stolicy Haiti dotkniętego trzęsieniem ziemi, zobaczyć się z dziećmi, które podczas katastrofy straciły swoje domy. W marcu 2010 Międzynarodowa Organizacja Pracy (agenda ONZ) obdarowała Shakirę medalem za bycie „przykładem dla młodych ludzi, ambasadorką edukacji na odpowiednim poziomie i społecznej sprawiedliwości.” Pod koniec roku, podczas występu na gali MTV Europe Music Awards, Shakira otrzymała nagrodę Free Your Mind (ang. Uwolnij Umysł) za cykliczne działania zmierzające do podnoszenia poziomu edukacji na całym świecie.
W 2010 roku wypuściła na rynek wyprodukowany przez siebie zapach „S by Shakira”. Kolejny zapach z tej serii „S by Shakira Eau Florale” wprowadzono w czerwcu 2011 roku.

## Twórczość

### Muzyka
Znana jest z tego, że w jej muzyce pojawiają się różnorakie wpływy, m.in. folk, lecz głównym nurtem pozostaje pop i rock. W wywiadzie dla magazynu Rolling Stone powiedziała: Myślę, że moja muzyka stanowi fuzję wielu różnych elementów. Od zawsze eksperymentowałam. Dlatego nie próbuję się ograniczać, szufladkować w jakąś kategorię lub... być architektem swojego własnego więzienia.
Jej wczesne hiszpańskojęzyczne albumy Pies Descalzos i ¿Dónde estan los ladrones? – są mieszanką muzyki ludowej, jak i latynoskiego rocka. Jej kolejne krążki są bardziej pop-rockowe i pop-latynoskie. Przedostatni album She Wolf bardziej przypomina brzmieniem muzykę electropop i muzykę taneczną. Natomiast album Sale El Sol, który na chwilę obecną zamyka dyskografię piosenkarki, jest powrotem do korzeni – zawiera ballady takie jak – Lo Que Más i Antes de las Seis, piosenki rockowe – Tu Boca czy Devoción oraz taneczne piosenki latynoskie jak Loca.

### Taniec
Znana jest ze swojego charakterystycznego tańca. Jej choreografia opiera się głównie na sztuce tańca brzucha. Często na scenie występuje boso. Naukę tańca rozpoczęła w dzieciństwie, by przezwyciężyć swoją nieśmiałość. Dzięki intensywnym treningom uzyskała giętkość ciała, którą chętnie prezentuje w swoich teledyskach.

### Wpływy innych muzyków i nurtów muzycznych
Dorastała, słuchając orientalnej muzyki, której wpływy są dostrzegalne w jej wcześniejszych piosenkach. Jej arabskie pochodzenie miało znaczny wpływ na przełomową piosenkę „Ojos asi”, która stała się światowym hitem. W wywiadzie dla Portuguese TV powiedziała: Wiele z moich ruchów wywodzi się z arabskiej kultury. Za współtwórców jej muzycznego stylu uważa rodziców.
W dzieciństwie słuchała rockandrollowej twórczości artystów, takich jak Led Zeppelin, The Beatles, Nirvany, The Police czy U2. Duży wpływ na jej twórczość miał także John Lennon, a także rockowe kapele: The Rolling Stones, AC/DC, The Who, The Pretenders, Red Hot Chili Peppers, The Cure, Tom Petty, Depeche Mode, The Clash i Ramones. W jednym z wywiadów wskazała, że w jej opinii perfekcyjnymi piosenkami są „Imagine” Lennona oraz „No Woman, No Cry” Boba Marleya. Jest również fanką Gustava Ceratiego i Carlosa Santany.
Często w trakcie trwania swoich tras koncertowych gra utwory innych wokalistów. Na Tour of the Moongose wykonywała utwór „Back in Black” zespołu AC/DC oraz piosenkę „Dude (Looks Like a Lady)” grupy Aerosmith. W trakcie trasy The Sun Comes Out śpiewała cover piosenki zespołu Metallica „Nothing Else Matters” w wersji orientalnej. Wykonywała też publicznie piosenkę „Always in My Mind” Elvisa Presleya.
Wpływ na piosenkę miała również muzyka z rejonów Andów. Tamtejsze brzmienia wykorzystała w instrumentalnej wersji hitu „Whenever, Wherever” i w piosence „La despedida”. Wykonała też dwie dobroczynne piosenki dla Haiti: „I'll Stand By You” The Pretenders i „Sólo le pido a Dios” Leona Gieco.

## Dyskografia
| Rok  | Tytuł albumu                                |
| ---- | ------------------------------------------- |
| 1991 | Magia                                       |
| 1993 | Peligro                                     |
| 1996 | Pies Descalzos                              |
| 1998 | ¿Dónde están los ladrones?                  |
| 2001 | Laundry Service                             |
| 2005 | Fijación Oral Vol. 1 i Oral Fixation Vol. 2 |
| 2009 | She Wolf                                    |
| 2010 | Sale el Sol                                 |
| 2014 | Shakira                                     |
| 2017 | Eldorado                                    |
| 2024 | Las Mujeres Ya No Lloran                    |

## Filmografia
- El Oasis (1996) jako Luisa Maria
- Brzydula Betty (2009) jako ona sama, gościnnie – 1 odcinek (sezon 4, odcinek 8)
- Czarodzieje z Waverly Place (2010) jako ona sama, gościnnie – 1 odcinek (sezon 3, odcinek 12)[11]
- Zwierzogród (2016) jako Gazelle (głos)

## Trasy koncertowe
- 1996–1997: Tour Pies Descalzos
- 2000: Tour Anfibio
- 2002–2003: Tour of the Mongoose
- 2006–2007: Oral Fixation Tour
- 2010–2011: The Sun Comes Out World Tour
- 2018: El Dorado Tour

## Nagrody, wyróżnienia i osiągnięcia
| Rok                         | Kategoria                                                     | Uwagi             |                   |                   |
| World Music Award           | World Music Award                                             | World Music Award | World Music Award | World Music Award |
| --------------------------- | ------------------------------------------------------------- | ----------------- | ----------------- | ----------------- |
| 1998                        | Best Latin Artist                                             | Laureatka         |                   |                   |
| 2003                        | Best Latin Female Artist                                      | Laureatka         |                   |                   |
| 2005                        | Best Selling Latin Female Artist                              | Nominacja         |                   |                   |
| 2006                        | Best Latin Artist                                             | Laureatka         |                   |                   |
| 2006                        | World’s Best Selling Pop Artist                               | Nominacja         |                   |                   |
| 2007                        | World’s Best Selling Pop Female Artist                        | Nominacja         |                   |                   |
| 2010                        | World’s Best Selling Latin American Artist                    | Laureatka         |                   |                   |
| 2014                        | World’s Best selling Latin Artist                             | Laureatka         |                   |                   |
| American Music Award        |                                                               |                   |                   |                   |
| 2001                        | Best Latin Artist                                             | Nominacja         |                   |                   |
| 2002                        | Best Latin Artist                                             | Nominacja         |                   |                   |
| 2003                        | Best Latin Artist                                             | Nominacja         |                   |                   |
| 2005                        | Best Latin Artist                                             | Laureatka         |                   |                   |
| 2006                        | Best Latin Artist                                             | Laureatka         |                   |                   |
| 2010                        | Best Latin Artist                                             | Laureatka         |                   |                   |
| 2012                        | Best Latin Artist                                             | Laureatka         |                   |                   |
| NRJ Music Awards            |                                                               |                   |                   |                   |
| 2003                        | Best International Song („Whenever, Wherever”)                | Laureatka         |                   |                   |
| 2003                        | Best International Album (Laundry Service)                    | Laureatka         |                   |                   |
| 2005                        | Best International Female Artist                              | Laureatka         |                   |                   |
| 2005                        | Best International Song („La Tortura”)                        | Laureatka         |                   |                   |
| People’s Choice Awards      |                                                               |                   |                   |                   |
| 2006                        | Best Pop Songs („Hips Don’t Lie”)                             | Laureatka         |                   |                   |
| Grammy                      |                                                               |                   |                   |                   |
| 1999                        | Best Latin Rock/Alternative Performance                       | Nominacja         |                   |                   |
| 2001                        | Best Latin Pop Album (MTV Unplugged)                          | Laureatka         |                   |                   |
| 2006                        | Best Latin Rock/Alternativ Album (Fijacion Oral vol.1)        | Laureatka         |                   |                   |
| 2007                        | Best Pop Collaboration with Vocals                            | Nominacja         |                   |                   |
| 2008                        | Best Pop Collaboration with Vocals                            | Nominacja         |                   |                   |
| 2018                        | Best Latin Pop Album                                          | Laureatka         |                   |                   |
| Latin Grammy Awards         |                                                               |                   |                   |                   |
| 2000                        | Best Female Rock Vocal Performance („Octavo Día”)             | Laureatka         |                   |                   |
| 2000                        | Best Female Pop Vocal Performance („Ojos Así”)                | Laureatka         |                   |                   |
| 2002                        | Best Music Video („Suerte”)                                   | Laureatka         |                   |                   |
| 2006                        | Record of the Year (La Tortura)                               | Laureatka         |                   |                   |
| 2006                        | Album of the Year (Fijacion Oral Vol.1)                       | Laureatka         |                   |                   |
| 2006                        | Song of the Year („La Tortura”)                               | Laureatka         |                   |                   |
| 2006                        | Best Female Pop Vocal Album (Fijacion Oral Vol.1)             | Laureatka         |                   |                   |
| 2006                        | Best Engineered Album (Fijacion Oral Vol.1)                   | Laureatka         |                   |                   |
| Billboard Music Award       |                                                               |                   |                   |                   |
| 2005                        | Latin Song of the Year „La Tortura”                           | Laureatka         |                   |                   |
| 2005                        | Latin Albums Artist of the Year                               | Laureatka         |                   |                   |
| 2005                        | Latin Album of the Year „Fijacion Oral vol. 1”                | Laureatka         |                   |                   |
| Billboard Latin Music Award |                                                               |                   |                   |                   |
| 1997                        | Best Album, „Pies Descalzos”                                  | Laureatka         |                   |                   |
| 1997                        | Best Video, „Estoy Aquí”                                      | Laureatka         |                   |                   |
| 1997                        | Best New Artist                                               | Laureatka         |                   |                   |
| 1999                        | Best Female Pop Artist                                        | Laureatka         |                   |                   |
| 2001                        | Best Latin Album (MTV Unplugged)                              | Laureatka         |                   |                   |
| 2006                        | Hot Latin Song of the Year „La Tortura”                       | Laureatka         |                   |                   |
| 2006                        | Hot Latin Song of the Year, Vocal Duet „La Tortura”           | Laureatka         |                   |                   |
| 2006                        | Latin Pop Album of the Year, Female „Fijacion Oral Vol.1”     | Laureatka         |                   |                   |
| 2006                        | Latin Pop Airplay Song of the Year, Duo or Group „La Tortura” | Laureatka         |                   |                   |
| 2006                        | Latin Ringtone of the Year „La Tortura”                       | Laureatka         |                   |                   |
| 2006                        | Spirit of Hope Award (za działalność charytatywną)            | Laureatka         |                   |                   |

| Rok                     | Kategoria                                                     | Uwagi      |
| Złoty Glob              | Złoty Glob                                                    | Złoty Glob |
| ----------------------- | ------------------------------------------------------------- | ---------- |
| 2008                    | Best Song Motion Picture                                      | Nominacja  |
| Premios Los Nuestro     |                                                               |            |
| 1997                    | Best New Artist                                               | Laureatka  |
| 1997                    | Best Female Pop Artist                                        | Laureatka  |
| 1999                    | Best Female Pop Artist                                        | Laureatka  |
| 1999                    | Album of the Year                                             | Laureatka  |
| 2000                    | Best Female Pop Artist                                        | Laureatka  |
| 2003                    | Best Female Pop Artist                                        | Laureatka  |
| 2004                    | Best Female Pop Artist                                        | Laureatka  |
| 2006                    | Album of the Year (Fijación Oral Vol.1)                       | Laureatka  |
| 2006                    | Group or Duet of the Year                                     | Laureatka  |
| 2006                    | Song of the Year („La Tortura”)                               | Laureatka  |
| 2007                    | Best Female Pop Artist                                        | Laureatka  |
| Premios Juventud        |                                                               |            |
| 2005                    | Dynamic Duo                                                   | Laureatka  |
| 2005                    | Best Moves                                                    | Laureatka  |
| 2005                    | I Hear Her Everywhere                                         | Laureatka  |
| 2005                    | Favorite Pop Star                                             | Laureatka  |
| 2005                    | Rock En Espanol                                               | Laureatka  |
| 2006                    | Best Moves                                                    | Laureatka  |
| 2006                    | Favorite Rock Artist                                          | Laureatka  |
| 2007                    | Best Moves                                                    | Laureatka  |
| 2007                    | Favorite POP Artist                                           | Laureatka  |
| MTV Video Music Awards  |                                                               |            |
| 2000                    | Best Colabotation                                             | Laureatka  |
| 2006                    | Best Choreography                                             | Laureatka  |
| 2007                    | Viewers Choice Best Latin Video                               | Laureatka  |
| MTV Europe Music Awards |                                                               |            |
| 2002                    | Best Female                                                   | Nominacja  |
| 2002                    | Best New Act                                                  | Nominacja  |
| 2002                    | Best Pop                                                      | Nominacja  |
| 2002                    | Best Song                                                     | Nominacja  |
| 2005                    | Best Female                                                   | Laureatka  |
| 2005                    | Best Pop                                                      | Nominacja  |
| 2006                    | Best Female                                                   | Nominacja  |
| 2006                    | Best Pop                                                      | Nominacja  |
| 2006                    | Best Song                                                     | Nominacja  |
| 2007                    | Most Addictive Track                                          | Nominacja  |
| 2009                    | Best Female                                                   | Nominacja  |
| 2009                    | Best Video                                                    | Nominacja  |
| 2010                    | Best Female                                                   | Nominacja  |
| 2010                    | Free Your Mind (za działalność charytatywną w kampanii 1GOAL) | Laureatka  |
| MTV Latinoamérica Award |                                                               |            |
| 2002                    | Artist of the Year                                            | Laureatka  |
| 2002                    | Video of the Year „Suerte”                                    | Laureatka  |
| 2002                    | Best Pop Artist                                               | Laureatka  |
| 2002                    | Best Female Singer                                            | Laureatka  |
| 2002                    | Best artist of the North                                      | Laureatka  |
| 2005                    | Artist of the Year                                            | Laureatka  |
| 2005                    | Video of the Year „La Tortura”                                | Laureatka  |
| 2005                    | Best Pop Artist                                               | Laureatka  |
| 2005                    | Best Female Singer                                            | Laureatka  |
| 2005                    | Best Artist from Central region                               | Laureatka  |
| 2006                    | Song of the Year „Hips Don’t Lie”                             | Laureatka  |

W lipcu 2014 roku jako pierwsza osoba na świecie przekroczyła 100 milionów polubień w serwisie Facebook